# Françoise Parturier
Françoise Parturier, née le 12 octobre 1916 à Paris et morte le 12 août 1995 à Neuilly-sur-Seine, est une écrivaine française.
Elle est l'autrice de plusieurs romans comme Les Hauts de Ramatuelle, et d'essais, consacrés en particulier aux droits des femmes, ainsi qu'au monde politique.

## Biographie
Françoise Parturier a rédigé plusieurs ouvrages ayant rencontré un succès en librairie. Son premier roman, Les Lions sont lâchés, est écrit en 1955 sous le pseudonyme de Nicole. Il fait l'objet, quelques années plus tard, d'une adaptation au cinéma par Henri Verneuil, sous le même titre. D'autres publications suivent, notamment L'Amant de cinq jours, La Prudence et la Chair, L'Amour ? le plaisir ?, etc.
Journaliste, elle défend, de 1956 à 1974, les droits des femmes dans les colonnes du Figaro. Elle reprend certains de ses articles et les réaménage dans deux ouvrages : Lettre ouverte aux hommes en 1968, et Lettre ouverte aux femmes en 1974. Ces deux livres reçoivent à nouveau un bon accueil en librairie. 
En octobre 1970, elle fait connaître sa candidature à l'Académie française, en écrivant à son secrétaire perpétuel, Maurice Genevoix. Elle est présentée comme la première femme à y postuler (en fait, il s'agit d'une certaine L. Noël, en 1898)[réf. souhaitée]. Elle déclare alors aux médias : « Je pose ma candidature à l'Académie française sans volonté de provocation ou de scandale, mais par la seule logique des idées que je défends par ma plume depuis plus de quinze ans et dans mon cœur depuis toujours. Je pense aussi que le moment est venu pour ce geste. Je n'ai pas d'ambition personnelle, mais le désir de faire ouvrir la porte [...] Comment accueillera-t-on ma revendication respectueuse de nos vieilles institutions ? J'en suis curieuse, et ce sera une expérience. Je regrette seulement d'avoir à proposer d'aussi faibles mérites que les miens, mais qui d'autre a osé ? ». 
Admiratrice de Charles de Gaulle et belle-sœur de Georges Galichon, elle livre en 1979 une vision personnelle de l'homme politique dans La lettre d'Irlande. Son œuvre comprend aussi sa correspondance avec le général de Gaulle.

## Œuvres
- Les lions sont lâchés, roman (Julliard, 1955 - publié sous le pseudonyme de Nicole)
- Des sourires et des hommes, roman (Julliard, 1957 - également publié sous le pseudonyme de Nicole)
- L'Amant de cinq jours, roman (1959)
- La Prudence de la chair (1963)
- Marianne m'a dit, 1963, illustrations de Jacques Faizant
- Le plaisir donne sur la cour, roman-flash (1965)
- L'Amour ? le plaisir ? (1968)
- L'Amour des animaux et de quelques idées (1973)
- Antoine ou l'Amant de cinq jours (1973)
- Intellectuelles : Bas-bleus (1974)
- Femmes socialistes (1974)
- Lettre ouverte aux femmes (1974)
- La Folle vie, pièce en 3 actes (Paris, Albin Michel, 1977)
- Calamité, mon amour (Paris, Albin Michel, 1978)
- La Lettre d'Irlande (1979)
- Les Hauts de Ramatuelle (1983)
- Les Chiens du Taj Mahal (1987)
- Le Sexe des anges (1992)